# Hotline
Hotline Co.,Ltd. (株式会社ホットライン Kabushiki-gaisha Hottorain?), es un estudio de animación japonés fundado el 17 de noviembre de 2005.

## Historia
Fue establecida en 2005 como una empresa especializada en la distribución de cómics dōjinshi. Después, ampliaron sus actividades a la producción de videos para máquinas recreativas, producción de videos para juegos móviles y producción de animación para televisión. A partir de 2021, comenzaron a trabajar como contratista principal que supervisa videos de animación para televisión.
En el mismo año, establecieron una alianza comercial con Typhoon Graphics, aumentando su capacidad operativa drásticamente.

## Obras

### Series de televisión
| Año  | Título                                               | Director                        | Fecha de primera transmisión | Fecha de última transmisión | Eps. | Notas                                                                | Refs.        |
| ---- | ---------------------------------------------------- | ------------------------------- | ---------------------------- | --------------------------- | ---- | -------------------------------------------------------------------- | ------------ |
| 2012 | Shiba Inuko-san                                      | Pippuya                         | 1 de abril de 2012           | 23 de septiembre de 2012    | 26   | Adaptación del manga escrito e ilustrado por Uzu.                    | [ 3 ]        |
| 2013 | Ishida to Asakura                                    | Pippuya                         | 6 de enero del 2013          | 24 de marzo de 2023         | 12   | Adaptación del manga escrito e ilustrado por Masao.                  | [ 4 ] [ 5 ]  |
| 2013 | Sparrow's Hotel                                      | Tetsuji Nakamura Itsuki Imazaki | 9 de abril de 2013           | 25 de junio de 2013         | 12   | Adaptación del manga yonkoma escrito e ilustrado por Masao.          | [ 6 ]        |
| 2021 | Shinka no Mi: Shiranai Uchi ni Kachigumi Jinsei      | Yoshiaki Okumura                | 5 de octubre de 2021         | 21 de diciembre de 2021     | 12   | Adaptación de la novela ligera escrita por Miku e ilustrada por U35. | [ 7 ] [ 8 ]  |
| 2023 | Shin Shinka no Mi: Shiranai Uchi ni Kachigumi Jinsei | Shige Fukase Yoshiaki Okumura   | 14 de enero de 2023          | 1 de abril de 2023          | 12   | Secuela de Shinka no Mi: Shiranai Uchi ni Kachigumi Jinsei.          | [ 9 ] [ 10 ] |

### Como colaborador
- Photo Kano (producción principal: Madhouse; Asistente de producción (eps 10, 13), 2013)[11]
- Saikin, Imōto no Yōsu ga Chotto Okaishiinda ga. (producción principal: Project No.9; Cooperación de producción (ep 10), 2014)[12]
- Garo: The Animation (producción principal: MAPPA; Segunda animación clave, animación clave (ep 12), pintura, asistencia de producción (ep 12), 2014)[13]
- Gangsta. (producción principal: Manglobe; Animación clave (ep 6), cooperación de producción (ep 11), 2015)[14]
- Tenshi no 3P! (producción principal: Project No.9; Segunda animación clave, animación final, animación intermedia, cooperación en producción (eps 7, 11), 2016)[15]
- Summer Time Rendering (producción principal: OLM; Asistencia de producción (eps 9, 22), 2022)[16]
- Kanojo ga Kōshaku-Tei ni Itta Riyū (producción principal: Typhoon Graphics; Cooperación de producción (eps 3-5, 8), 2023)[17]